# Casa Francesc Alabau
La casa Francesc Alabau és un edifici situat a la Rambla i el carrer d'en Roca de Barcelona, catalogat com a bé cultural d'interès local.

## Història
El 1783, el fabricant d'indianes Francesc Alabau i Forns va demanar permís per a construir un edifici de planta baixa, entresol i quatre pisos, amb façanes a la Rambla i al carrer d'en Roca. El 1806, el seu fill Joaquim Alabau i Burgada va demanar permís per a aixecar les obertures de l'entresol, segons el projecte del mestre de cases Josep Mestres i Gramatxes.

## Descripció
Es tracta d'un edifici de planta baixa, entresol i quatre pisos, amb una façana molt ampla. La planta baixa i l'entresol estan molt canviats a causa del seu ús comercial, però es conserva el portal central d'arc escarser. Els tres pisos i les golfes compten amb balcons de mida decreixent en alçada, de llosana de pedra i barana de ferro sense decoració, igual que la resta del mur, recobert amb un estic llis. L'únic ornament que hi té lloc es troba al centre de la primera planta, on s'obre una fornícula molt ornamentada amb gust barroc que conté una imatge de volum rodó de la Mare de Déu del Roser.

Hi ha notícia de l'existència a la casa d'unes pintures de Pere Pau Muntanya (1790), que malauradament no s'han conservat.

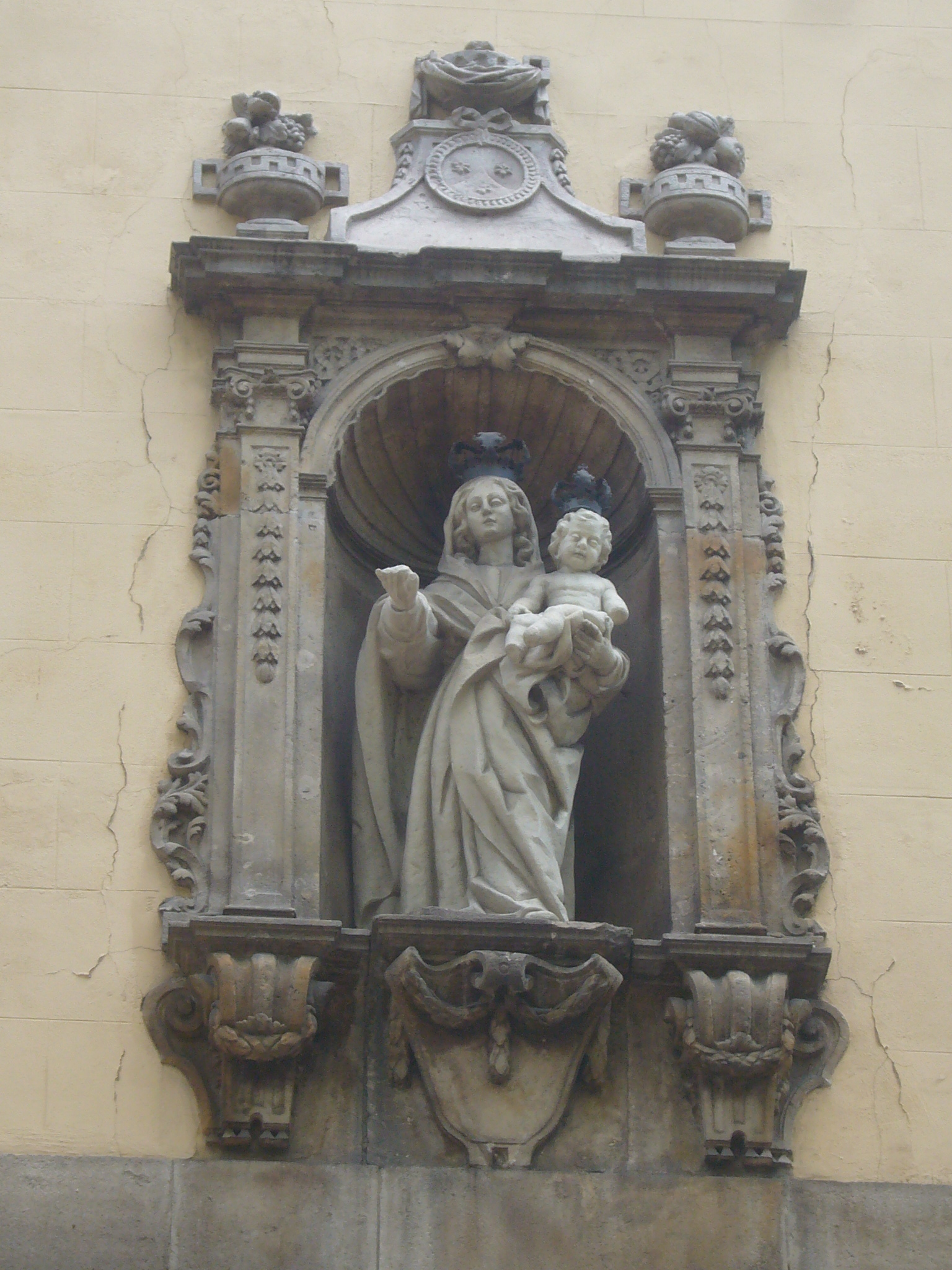
Fornícula amb la imatge de la Mare de Déu del Roser